# U-33 (Kriegsmarine)
U-33 je bila nemška vojaška podmornica Kriegsmarine, ki je bila dejavna med drugo svetovno vojno. 
Sodila je med prva plovila srednjega razreda podmornic, in sicer razred VIIA. Izdelana je bila v severnonemškem pristanišču Kiel, v ladjedelnici F. Krupp Germaniawerft AG, njena proizvodna serijska številka je bila werk 556. Bila je prva iz serije štirih plovil iz te ladjedelnice in ena od skupaj deseteh iz cele serije izdelanih v dveh ladjedelnicah. Naročilo za njeno izdelavo je bilo podpisano 25. marca 1935, graditi so jo začeli 1. septembra istega leta, splovili so jo 11. junija 1936 in dokončno izgotovili ter sprejeli v uporabo pa 25. julija 1936. Njen prvi poveljnik je bil Kapitanleutnent Ottoheinrich Junker, njemu je sledil Kurt Freiwald, njen tretji in edini poveljujoči v vojni pa je bil Hans-Wilhelm von Dresky. Slednji je z njo v prvih mesecih vojne opravil tri patrulje in pri tem potopil ali onesposobil enajst ladij s skupno tonažo preko 22.000 BRT.
Izguba podmornice U-33 je bila za Nemce velika nesreča, saj so pri tem Britancem padli v roke deli šifrirne naprave Enigma. To je med drugim omogočilo kasnejše dešifriranje tajnih nemških sporočil in je posledično predstavljalo veliko prednost v vojni.

## Zgodovina

### Predvojna, 1936-39
Med špansko državljansko vojno, točneje konec leta 1936, sta U-33 in njena sestrska podmornica, U-34, sodelovali v t. i. operaciji Uršula, s katero je Tretji rajh kršil špansko nevtralnost. Tedaj je delovala pod poveljstvom Kapitänleutnanta Kurta Freiwalda, ki je bil posebej izbran za to nalogo.

### Vojna, 1939-40
Ob začetku vojne je bila U-33 v sestavi druge podmorniške flotilje (nemško: 2. Unterseebootsflottille "Saltzwedel"), ki je bila stacionirana v severnomorskem pristanišču Wilhelmshaven in je nosila ime "Saltzwedel", po podmorniškem asu prve svetovne vojne, Reinholdu Saltzwedlu..

#### Prva patrulja
U-33 je izplula iz svoje baze 19. avgusta 1939, torej še pred izbruhom sovražnosti. Sodila je v skupino plovil, ki so bila v pripravljenosti za primer, če bi prišlo do vojne med Nemčijo in Veliko Britanijo. Tako je bila na začetku septembra na položaju v vodah Atlantika na plovnih poteh jugozahodno od britanskega otoka in je bila med prvimi, ki so ob izbruhu vojne stopile v akcijo. Tako je 7. septembra, le štiri dni po britanski vojni napovedi, našla svojo prvo žrtev. To je bila britanska 4.000 tonska tovorna ladja Olivegrove, ki jo je torpedirala dobrih 400 milj jugozahodno od Irske. Pri tem ni prišlo do nobenih človeških žrtev, vojna je bila še mlada in spopad se še ni razvil do nečloveških skrajnosti. Ravno obratno, podmornica je priplula do dveh rešilnih čolnov v katerih so se nahajali vsi člani pravkar potopljene ladje in pri tem poslala v zrak signalne rakete, ki so privabile v bližino drugo ladjo ter tako omogočili rešitev posadke. Zatem je nadaljevala patruljiranje in do konca meseca potopila še dve manjši ladji ter nato odšla nazaj domov v svojo bazo, kamor je prispela 28. septembra po 41 dneh plovbe. V tej prvi patrulji je potopila tri britanske ladje s prostornino nekaj manj kot 6.000 BRT.

#### Druga patrulja
Na drugo patruljo se je odpravila 29. oktobra 1939. Tokrat je imela dvojno nalogo, poleg prežanja na nasprotnikove ladje je morala položiti mine v britanskih vodah. Svoj tovor dvanajstih min TMB je položila v zaliv Swansea Bay na jugozahodu Anglije 9. novembra. Po tej opravljeni nalogi se je podala v vode severno od Irske in tam našla svoje nove žrtve. V dveh dneh, 20. in 21. novembra ji je uspelo potopiti pet manjših ribiških ladij z uporabo svojega palubnega topa kalibra 88 mm. Po tem uspehu se je odpravila na pot iz Atlantika nazaj okoli Škotske v Severno morje in v svoje domače pristanišče. Na tej poti je 23. novembra srečala nemško ladjo Borkum, ki je poskušala nekaj podobnega, toda pri tem bila zajeta vsega pet dni pred tem in je bila na poti v britansko pristanišče z angleško ekipo na krovu. U-33 je ladjo sprva poskušala ustaviti in preveriti, toda le ta je nameravala pobegniti in s tem prisilila podmornico na ukrepanje. Nekaj strelov iz palubnega topa, ki so zadeli in vneli Borkum so opravili svoje in ladja je bila neuporabna. To je bila zadnja direktna žrtev podmornice na tej plovbi.
26. novembra se je po 29 dneh plovbe vrnila v Wilhelmshaven. S tem pa še ni konec te zgodbe saj je za njo ostalo minsko polje, ki ga je položila in to je kmalu zahtevalo svoje žrtve. Mesec dni se ni zgodilo nič, nato pa je 25. decembra padla prva žrtev, manjša britanska parna tovornjača je zadela ob eno od min in se potopila. Nato je na 16. januar podobno naletel skoraj 10.000 tonski tanker Inverdargle in pri tem je bilo ubitih vseh 49 članov posadke. Na britansko srečo je bila to zadnja žrtev. Podmornica U-33 je tako v tej patrulji direktno ali indirektno potopila osem ladij s tonažo malo preko 17.000 BRT.

#### Tretja, zadnja plovba
Na tretjo patruljo je krenila 5. februarja 1940. To je bila zelo nevarna naloga za U-33, na vhodu v zaliv Firth of Clyde naj bi položila osem min TMB. Zaliv je bil pomembno oporišče britanske vojne mornarice in kot tak tudi dobro varovan. 12. februarja je bila pri tem odkrita s strani minolovca HMS Gleaner (J 83), ki jo je odkril s pomočjo hidrofona, napadel s podvodnimi minami, jo poškodoval in prisilil na površje. Pri tem se je U-33 potopila, umrlo je 25 članov njene posadke, sedemnajstim pa se je uspelo rešiti.
Med umrlimi je bil tudi njen poveljnik Hans-Wilhelm von Dresky. Dodatna nesreča za Nemce je bila v tem, da so Britanci v tej akciji prišli do delov nemške šifrirne naprave Enigma. Do tega je prišlo potem, ko je kapitan von Dresky ob potopitvi dal trem svojim mornarjem v roke različne sestavne dele te naprave in jim ukazal da jih odvržejo v morje. Dva sta to tudi storila, tretjega pa so Britanci zajeli še preden je to lahko opravil. Tako so prišli do dragocene opreme, ki je močno pripomogla h kasnejši rešitvi tajnih nemških šifer.

## Poveljniki
| Poveljniki |                 |                         |                                     |
| Št.        | Čin             | Ime                     | Poveljstvo                          |
| 1.         | Kapitanleutnent | Ottoheinrich Junker     | 25. julij 1936 - 28. oktober 1938   |
| 2.         | Kapitanleutnent | Kurt Freiwald           | 22. november 1936 - 25. julij 1937  |
| 3.         | Kapitanleutnent | Hans-Wilhelm von Dresky | 29. oktober 1938 - 12. februar 1940 |

## Tehnični podatki
| Kategorije                                    | Podatki                       |
| --------------------------------------------- | ----------------------------- |
| Teža (t): na površju pod površjem polna Teža  | 626 745 915                   |
| Dolžina (m) - tlačni trup (m)                 | 54,51 - 45,50                 |
| Širina (m) - tlačni trup (m)                  | 5,85 - 4,70                   |
| Izpodriv (m)                                  | 4,37                          |
| Višina (m)                                    | 9,50                          |
| Moč (hp): na površju pod podvršjem            | 2.310 750                     |
| Hitrost (vozlov): na površju pod podvršjem    | 17 8                          |
| Doseg (milja/vozel): na površju pod podvršjem | 6.200/10 94/4                 |
| Torpeda/Torpedne cevi                         | 11/5 (4 na premcu, 1 na krmi) |
| Krovni top (mm)                               | 88                            |
| Mine                                          | 22 TMA                        |
| Posadka                                       | 42-46                         |
| Maksimalni potop (m)                          | 200                           |